# Artur Garijewitsch Tschorny
Artur Garijewitsch Tschorny (russisch Артур Гариевич Чёрный; * 11. Dezember 2000 in Wladikawkas) ist ein russischer Fußballspieler.

## Karriere
Tschorny begann seine Karriere bei Lokomotive Moskau. Zur Saison 2019/20 rückte er in den Kader des Farmteams von Lok, Lokomotive-Kasanka Moskau. Im August 2019 absolvierte er sein erstes Spiel für Kasanka in der drittklassigen Perwenstwo PFL. Im Juni 2020 stand er gegen Krylja Sowetow Samara auch erstmals im Profikader. Sein Debüt für die Moskauer in der Premjer-Liga gab er im Juli 2020, als er am 30. Spieltag der Saison 2019/20 gegen Ural Jekaterinburg in der Nachspielzeit für Alexei Mirantschuk eingewechselt wurde.
In der Saison 2019/20 kam Tschorny zu einem Einsatz für die Profis und zu 13 für Kasanka. In der Saison 2020/21 kam er ausschließlich für Kasanka zum Zug und absolvierte 16 Drittligapartien. In der Saison 2021/22 kam er zu zwei Einsätzen in der Premjer-Liga. Zur Saison 2022/23 wechselte er innerhalb der höchsten Spielklasse zum FK Chimki. Für Chimki kam er zu elf Einsätzen in der Premjer-Liga, aus der er mit dem Team zu Saisonende aber abstieg.
Nachdem er zu Beginn der Saison 2023/24 noch ein Spiel für Chimki in der Perwenstwo FNL gemacht hatte, wurde er im August 2023 an die drittklassige Reserve von Zenit St. Petersburg verliehen.